# Charlie's Angels (telessérie de 2011)
Charlie's Angels é uma série de televisão americana de Ação,crime e drama desenvolvida por Alfred Gough e Miles Millar. A série é reboot baseada na série Charlie’s Angels criada por Ivan Goff e Ben Roberts e a segunda série na série de franquia, estreou em ABC em 22 de setembro de 2011. Em 14 de outubro de 2011, no dia seguinte ao quarto episódio, as classificações baixas levaram o ABC a cancelar a série.

## Elenco
- Annie Ilonzeh : Kate Prince[4]
- Minka Kelly : Eve French[5]
- Rachael Taylor : Abigail "Abby" Simpson, a former thief
- Ramon Rodriguez :  John Bosley, a former hacker[6]
- Victor Garber : Charles "Charlie" Townsend (voz)

### Participações especiais
- Carlos Bernard : Nestor Rodrigo/Pajaro
- Ivana Milicevic : Nadia Ivanov
- Nadine Velazquez : Gloria Martinez
- Isaiah Mustafa : Ray Goodson
- Erica Durance : Samantha Masters
- John Terry : Victor Simpson
- Peyton List : Zoe Sinclair/Oswald

## Desenvolvimento
É Reboot da série original tinha sido anunciado desde finais de 2009, quando o roteirista Josh Friedman foi contratado para escrever um roteiro piloto. O roteiro de Friedman acabou sendo rejeitado e ABC  que contratou os criadores Alfred Gough e Miles Millar da serie Smallville para criar uma nova versão